# 涡北镇
涡北镇，是中华人民共和国河南省周口市鹿邑县下辖的一个乡镇级行政单位。

## 名称由来
因在鹿邑县涡河之北，被称为涡北镇

## 行政区划
涡北镇下辖以下地区：
付湾社区、冯桥社区、张柏坟社区、宋庄寨社区、姚庄社区、丁亮社区、算李社区、雷洼社区、五门社区、董楼社区、老庄社区、付楼社区、小集村、刘狄楼村、灵子门村、梅辛村、杨庄村和孙营村。